# Le Livre des Mystères
 (novembre 2021).
La mise en forme du texte ne suit pas les recommandations de Wikipédia : il faut le « wikifier ».
Les points d'amélioration suivants sont les cas les plus fréquents. Le détail des points à revoir est peut-être précisé sur la page de discussion.
- Les titres sont pré-formatés par le logiciel. Ils ne sont ni en capitales, ni en gras.
- Le texte ne doit pas être écrit en capitales (les noms de famille non plus), ni en gras, ni en italique, ni en « petit »…
- Le gras n'est utilisé que pour surligner le titre de l'article dans l'introduction, une seule fois.
- L'italique est rarement utilisé : mots en langue étrangère, titres d'œuvres, noms de bateaux, etc.
- Les citations ne sont pas en italique mais en corps de texte normal. Elles sont entourées par des guillemets français : « et ».
- Les listes à puces sont à éviter, des paragraphes rédigés étant largement préférés. Les tableaux sont à réserver à la présentation de données structurées (résultats, etc.).
- Les appels de note de bas de page (petits chiffres en exposant, introduits par l'outil «  Source ») sont à placer entre la fin de phrase et le point final[comme ça].
- Les liens internes (vers d'autres articles de Wikipédia) sont à choisir avec parcimonie. Créez des liens vers des articles approfondissant le sujet. Les termes génériques sans rapport avec le sujet sont à éviter, ainsi que les répétitions de liens vers un même terme.
- Les liens externes sont à placer uniquement dans une section « Liens externes », à la fin de l'article. Ces liens sont à choisir avec parcimonie suivant les règles définies. Si un lien sert de source à l'article, son insertion dans le texte est à faire par les notes de bas de page.
- La présentation des références doit suivre les conventions bibliographiques. Il est recommandé d'utiliser les modèles {{Ouvrage}}, {{Chapitre}}, {{Article}}, {{Lien web}} et/ou {{Bibliographie}}. Le mode d'édition visuel peut mettre en forme automatiquement les références.
- Insérer une infobox (cadre d'informations à droite) n'est pas obligatoire pour parachever la mise en page.

Pour une aide détaillée, merci de consulter Aide:Wikification.
Si vous pensez que ces points ont été résolus, vous pouvez retirer ce bandeau et améliorer la mise en forme d'un autre article.
Le Livre des Mystères, également connu sous le nom de Le Livre des Secrets (translittération grecque : Ta tōn mustērion ; translittération copte Pjōme nmmusterion ; translittération arabe Sifr al-asrar), est l'une des sept Écritures du manichéisme. Cette écriture est translittérée en chinois comme "阿罗瓒部" (Āluózànbù) en Yilue, translittéré du moyen persan razan, signifiant « secret ».
Il peut prendre la forme d'un « traité de l'anima » basé sur la nature de l'âme, ou au contraire d'un travail exégétique.
Dans le canon manichéen, la Pragmateia, le livre des Mystères et le Livre des Géants sont regroupés. Il fait un large usage des traditions apocryphes chrétiennes et a été écrit en opposition à un livre similaire écrit par Bardaisan, comme une réfutation de sa vision des mystères.

## Contenu
Aucun fragment préservé de cette écriture n'a été trouvé, et il y a une connaissance limitée de son contenu. Ibn al-Nadim énumère les titres des dix-huit chapitres de cette écriture dans sa "Description du groupe de livres,.
1. « Parle de Daysānīyūn » (ou « Un compte des Daysanites ») : généralement considéré comme faisant référence au gnosticisme du Pakistan.
2. "Le témoignage d'Hystaspes sur le bien-aimé" : Hystaspes était un roi zoroastrien qui s'est converti au zoroastrisme, et Mani pourrait utiliser ce genre de littérature apocalyptique pour s'expliquer et expliquer sa théologie.
3. « Paroles de Jacob sur l'âme » : Mani peut citer les paroles sur l'ange Jacob dans « Prière de Joseph » dans ce chapitre pour soutenir son mythe.
4. Le Fils de la veuve
5. Les Paroles de Jésus sur son âme prêchées par Judas : Mani peut citer l'enregistrement dans l'"Évangile de Thomas".
6. « Le début du témoignage après la victoire des justes » : « les justes » peuvent faire référence à Enoch, et ce chapitre peut être lié au livre d'Enoch.
7. "Sept esprits" : Discute de l'incarnation de la puissance obscure associée aux sept étoiles.
8. "Quatre esprits" : Discute de l'incarnation du pouvoir obscur associé aux quatre saisons.
9. "Prise" ou "Moquerie" : Cela peut décrire la moquerie de Mani par les cultistes et les ahuris.
10. "Témoignage d'Adam à propos de Jésus": Citation de "Adam Revelation" pour prouver l'héritage prophétique d'Adam à Jésus.
11. « Résistance à la chute de la religion »
12. "Doctrine des Daysanites [= Bardesanites] Concernant l'Âme et le Corps"
13. Réfutation des Bardesanites concernant l'âme vivante
14. Trois Voies ou Trois Tranchées : discute de la formation de l'univers et des « trois fléaux » qui emprisonnent les démons sombres.
15. Construction et Maintenance de l'Univers : raconte l'histoire du monde créé par Net Wind.
16. Trois Jours : traite de trois jours lumineux et de deux nuits sombres sans lumière.
17. Les Prophètes : fait la satire des miracles accomplis par de faux prophètes et fait la satire des astrologues.
18. Le Jugement dernier : discute de la scène du Jour du Jugement dernier.

## Voir également
- Mani
- Sept Sutras de Mani
- Manichéisme